# Rosa Kavara

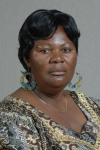
Bà Rosa Kavara

Bà Kavara Rosa Kunyanda (22 tháng 2 năm 1958 – 2 tháng 1 năm 2018) là thành viên của Hội đồng Quốc gia Namibia, bà đến từ vùng Kavango, Ủy viên Hội đồng bầu cử Rundu Nông thôn Tây và là thành viên của Đảng SWAPO.

## Qua đời
Kavara qua đời vào ngày 2 tháng 1 năm 2018, 59 tuổi: nguyên nhân cái chết vẫn chưa được biết.